# Albania na Letnich Igrzyskach Olimpijskich 2008
Albanię na Letnich Igrzyskach Olimpijskich 2008 reprezentowało 11 sportowców.
Był to szósty start Albanii na letnich igrzyskach olimpijskich.

## Reprezentanci

### Judo
Mężczyźni
| Zawodnik       | Konkurencja | 1/32             | 1/16             | 1/8              | Ćwierćfinał      | Półfinał         | Repasaże         | Finał/BM         | Finał/BM |
| Zawodnik       | Konkurencja | Przeciwnik Wynik | Przeciwnik Wynik | Przeciwnik Wynik | Przeciwnik Wynik | Przeciwnik Wynik | Przeciwnik Wynik | Przeciwnik Wynik | Pozycja  |
| -------------- | ----------- | ---------------- | ---------------- | ---------------- | ---------------- | ---------------- | ---------------- | ---------------- | -------- |
| Edmond Topalli | - 81 kg     | Neto P 0000-1001 | NQ               | NQ               | NQ               | NQ               | NQ               | NQ               | NQ       |

### Lekkoatletyka
Mężczyźni
| Zawodnik       | Konkurencja | Eliminacje | Eliminacje | Finał    | Finał   |
| Zawodnik       | Konkurencja | Rezultat   | Miejsce    | Rezultat | Miejsce |
| -------------- | ----------- | ---------- | ---------- | -------- | ------- |
| Dorian Çollaku | rzut młotem | 70,98      | 28.        | NQ       | NQ      |

Kobiety
| Zawodniczka    | Konkurencja   | Eliminacje | Eliminacje | Półfinał | Półfinał | Finał | Finał   |
| Zawodniczka    | Konkurencja   | Wynik      | Miejsce    | Wynik    | Miejsce  | Wynik | Miejsce |
| -------------- | ------------- | ---------- | ---------- | -------- | -------- | ----- | ------- |
| Klodiana Shala | bieg na 400 m | 54,84      | 7.         | NQ       | NQ       | NQ    | NQ      |

### Pływanie
Mężczyźni
| Zawodnik    | Konkurencja   | Eliminacje | Eliminacje | Półfinał | Półfinał | Finał | Finał   |
| Zawodnik    | Konkurencja   | Czas       | Miejsce    | Czas     | Miejsce  | Czas  | Miejsce |
| ----------- | ------------- | ---------- | ---------- | -------- | -------- | ----- | ------- |
| Sidni Hoxha | 50 m dowolnym | 24,56      | 63.        | NQ       | NQ       | NQ    | NQ      |

Kobiety
| Zawodniczka  | Konkurencja   | Eliminacje | Eliminacje | Półfinał | Półfinał | Finał | Finał   |
| Zawodniczka  | Konkurencja   | Czas       | Miejsce    | Czas     | Miejsce  | Czas  | Miejsce |
| ------------ | ------------- | ---------- | ---------- | -------- | -------- | ----- | ------- |
| Rovena Marku | 50 m dowolnym | 28,15      | =58.       | NQ       | NQ       | NQ    | NQ      |

### Podnoszenie ciężarów
Mężczyźni
| Zawodnik       | Konkurencja | Rwanie | Rwanie  | Podrzut | Podrzut | Razem  | Pozycja |
| Zawodnik       | Konkurencja | Wynik  | Pozycja | Wynik   | Pozycja | Razem  | Pozycja |
| -------------- | ----------- | ------ | ------- | ------- | ------- | ------ | ------- |
| Gert Trasha    | 69 kg       | 136    | DNF     | n\a     | n\a     | DNF    | DNF     |
| Erkand Qerimaj | 77 kg       | 154 kg | 12.     | 187 kg  | 13.     | 341 kg | 13.     |

Kobiety
| Zawodniczka  | Konkurencja | Rwanie | Rwanie  | Podrzut | Podrzut | Razem  | Pozycja |
| Zawodniczka  | Konkurencja | Wynik  | Pozycja | Wynik   | Pozycja | Razem  | Pozycja |
| ------------ | ----------- | ------ | ------- | ------- | ------- | ------ | ------- |
| Romela Begaj | 58 kg       | 98 kg  | =3.     | 118 kg  | 7.      | 216 kg | 6.      |

### Strzelectwo
Kobiety
| Zawodniczka   | Konkurencja                | Kwalifikacje | Kwalifikacje | Finał  | Finał   |
| Zawodniczka   | Konkurencja                | Punkty       | Miejsce      | Punkty | Miejsce |
| ------------- | -------------------------- | ------------ | ------------ | ------ | ------- |
| Lindita Kodra | pistolet sportowy 25 m     | 570          | 35.          | NQ     | NQ      |
| Lindita Kodra | pistolet pneumatyczny 10 m | 370          | 40.          | NQ     | NQ      |

### Zapasy
Mężczyźni – styl wolny
| Zawodnik       | Konkurencja | Eliminacje         | 1/8              | Ćwierćfinał      | Półfinał         | Repasaż 1        | Repasaż 2        | Finał/BM         | Finał/BM |
| Zawodnik       | Konkurencja | Przeciwnik Wynik   | Przeciwnik Wynik | Przeciwnik Wynik | Przeciwnik Wynik | Przeciwnik Wynik | Przeciwnik Wynik | Przeciwnik Wynik | Miejsce  |
| -------------- | ----------- | ------------------ | ---------------- | ---------------- | ---------------- | ---------------- | ---------------- | ---------------- | -------- |
| Sahit Prizreni | - 60 kg     | Bazargurujew P 0-3 | NQ               | NQ               | NQ               | NQ               | NQ               | NQ               | 16.      |

Mężczyźni – styl klasyczny
| Zawodnik  | Konkurencja | Eliminacje       | 1/8              | Ćwierćfinał      | Półfinał         | Repasaż 1        | Repasaż 2        | Finał/BM         | Finał/BM |
| Zawodnik  | Konkurencja | Przeciwnik Wynik | Przeciwnik Wynik | Przeciwnik Wynik | Przeciwnik Wynik | Przeciwnik Wynik | Przeciwnik Wynik | Przeciwnik Wynik | Miejsce  |
| --------- | ----------- | ---------------- | ---------------- | ---------------- | ---------------- | ---------------- | ---------------- | ---------------- | -------- |
| Elis Guri | - 96 kg     | BYE              | Dżabir W 3-1     | Englich P 1-3    | NQ               | BYE              | Han P 0-3        | NQ               | 8.       |